# Tournoi du Canada de rugby à sept 2019
Navigation
2018 2020
Le Tournoi du Canada de rugby à sept 2019 est la sixième étape de la saison 2018-2019 des World Rugby Sevens Series. Elle se déroule sur deux jours les 9 et 10 mars 2019 au BC Place Stadium à Vancouver, au Canada. L'équipe d'Afrique du Sud remporte son 30e tournoi du World Series en battant en finale l'équipe de France qui disputait sa quatrième finale de Cup depuis la création du circuit mondial,.
Les 7 points du Canada 7s à Vancouver

## Équipes participantes
Seize équipes participent au tournoi : quinze équipes permanentes plus une invitée, le Chili, champion du Sudamérica Rugby Sevens :
- Afrique du Sud
- Angleterre
- Argentine
- Australie
- Canada
- Écosse
- Espagne
- États-Unis
- France
- Fidji
- Pays de Galles
- Japon
- Kenya
- Nouvelle-Zélande
- Samoa
- Chili (invitée)

## Phase de poules
Les 16 équipes sont réparties en poules de 4 équipes qui se rencontrent une fois chacune. Les points sont attribués en fonction du résultat du match comme suit :
- Victoire : 3 points
- Égalité : 2 points
- Défaite : 1 point
- Forfait : 0 point

En cas d'égalité on départage les équipes selon les règles suivantes :
1. Le vainqueur du match des 2 équipes à égalité
2. La différence de points marqués et reçus durant la poule
3. La différence d'essais marqués et reçus durant la poule
4. Tirage au sort

Classements et résultats de la phase de poules.

### Poule A
| Rang | Pays           | J | V | N | D | Pm | Pe | Diff | Pts |
| ---- | -------------- | - | - | - | - | -- | -- | ---- | --- |
| 1    | Afrique du Sud | 3 | 3 | 0 | 0 | 81 | 17 | +64  | 9   |
| 2    | États-Unis     | 3 | 2 | 0 | 1 | 80 | 52 | +28  | 7   |
| 3    | Pays de Galles | 3 | 1 | 0 | 2 | 43 | 71 | -28  | 5   |
| 4    | Chili          | 3 | 0 | 0 | 3 | 31 | 95 | -64  | 3   |

| 9 mars 2019 | Afrique du Sud | 43 - 0 | Chili | BC Place Stadium, Vancouver |
| 9 mars 2019 |                |        |       | BC Place Stadium, Vancouver |
| 9 mars 2019 |                |        |       | BC Place Stadium, Vancouver |

| 9 mars 2019 | États-Unis | 40 - 14 | Pays de Galles | BC Place Stadium, Vancouver |
| 9 mars 2019 |            |         |                | BC Place Stadium, Vancouver |
| 9 mars 2019 |            |         |                | BC Place Stadium, Vancouver |

| 9 mars 2019 | Afrique du Sud | 19 - 10 | Pays de Galles | BC Place Stadium, Vancouver |
| 9 mars 2019 |                |         |                | BC Place Stadium, Vancouver |
| 9 mars 2019 |                |         |                | BC Place Stadium, Vancouver |

| 9 mars 2019 | États-Unis | 33 - 19 | Chili | BC Place Stadium, Vancouver |
| 9 mars 2019 |            |         |       | BC Place Stadium, Vancouver |
| 9 mars 2019 |            |         |       | BC Place Stadium, Vancouver |

| 9 mars 2019 | Chili | 12 - 19 | Pays de Galles | BC Place Stadium, Vancouver |
| 9 mars 2019 |       |         |                | BC Place Stadium, Vancouver |
| 9 mars 2019 |       |         |                | BC Place Stadium, Vancouver |

| 9 mars 2019 | États-Unis | 7 - 19 | Afrique du Sud | BC Place Stadium, Vancouver |
| 9 mars 2019 |            |        |                | BC Place Stadium, Vancouver |
| 9 mars 2019 |            |        |                | BC Place Stadium, Vancouver |

### Poule B
| Rang | Pays   | J | V | N | D | Pm | Pe  | Diff | Pts |
| ---- | ------ | - | - | - | - | -- | --- | ---- | --- |
| 1    | Samoa  | 3 | 2 | 0 | 1 | 92 | 50  | +42  | 7   |
| 2    | Fidji  | 3 | 2 | 0 | 1 | 86 | 57  | +29  | 7   |
| 3    | Canada | 3 | 2 | 0 | 1 | 69 | 78  | -9   | 7   |
| 4    | Kenya  | 3 | 0 | 0 | 3 | 45 | 107 | -62  | 3   |

| 9 mars 2019 | Fidji | 36 - 12 | Kenya | BC Place Stadium, Vancouver |
| 9 mars 2019 |       |         |       | BC Place Stadium, Vancouver |
| 9 mars 2019 |       |         |       | BC Place Stadium, Vancouver |

| 9 mars 2019 | Samoa | 38 - 7 | Canada | BC Place Stadium, Vancouver |
| 9 mars 2019 |       |        |        | BC Place Stadium, Vancouver |
| 9 mars 2019 |       |        |        | BC Place Stadium, Vancouver |

| 9 mars 2019 | Fidji | 19 - 26 | Canada | BC Place Stadium, Vancouver |
| 9 mars 2019 |       |         |        | BC Place Stadium, Vancouver |
| 9 mars 2019 |       |         |        | BC Place Stadium, Vancouver |

| 9 mars 2019 | Samoa | 35 - 12 | Kenya | BC Place Stadium, Vancouver |
| 9 mars 2019 |       |         |       | BC Place Stadium, Vancouver |
| 9 mars 2019 |       |         |       | BC Place Stadium, Vancouver |

| 9 mars 2019 | Kenya | 21 - 36 | Canada | BC Place Stadium, Vancouver |
| 9 mars 2019 |       |         |        | BC Place Stadium, Vancouver |
| 9 mars 2019 |       |         |        | BC Place Stadium, Vancouver |

| 9 mars 2019 | Samoa | 19 - 31 | Fidji | BC Place Stadium, Vancouver |
| 9 mars 2019 |       |         |       | BC Place Stadium, Vancouver |
| 9 mars 2019 |       |         |       | BC Place Stadium, Vancouver |

### Poule C
| Rang | Pays             | J | V | N | D | Pm  | Pe | Diff | Pts |
| ---- | ---------------- | - | - | - | - | --- | -- | ---- | --- |
| 1    | Nouvelle-Zélande | 3 | 2 | 0 | 1 | 105 | 45 | +60  | 7   |
| 2    | France           | 3 | 2 | 0 | 1 | 54  | 72 | -18  | 7   |
| 3    | Australie        | 3 | 1 | 0 | 2 | 46  | 71 | -25  | 5   |
| 4    | Espagne          | 3 | 1 | 0 | 2 | 50  | 67 | -17  | 5   |

| 9 mars 2019 | Australie | 17 - 14 | Espagne | BC Place Stadium, Vancouver |
| 9 mars 2019 |           |         |         | BC Place Stadium, Vancouver |
| 9 mars 2019 |           |         |         | BC Place Stadium, Vancouver |

| 9 mars 2019 | Nouvelle-Zélande | 45 - 7 | France | BC Place Stadium, Vancouver |
| 9 mars 2019 |                  |        |        | BC Place Stadium, Vancouver |
| 9 mars 2019 |                  |        |        | BC Place Stadium, Vancouver |

| 9 mars 2019 | Australie | 17 - 21 | France | BC Place Stadium, Vancouver |
| 9 mars 2019 |           |         |        | BC Place Stadium, Vancouver |
| 9 mars 2019 |           |         |        | BC Place Stadium, Vancouver |

| 9 mars 2019 | Nouvelle-Zélande | 24 - 26 | Espagne | BC Place Stadium, Vancouver |
| 9 mars 2019 |                  |         |         | BC Place Stadium, Vancouver |
| 9 mars 2019 |                  |         |         | BC Place Stadium, Vancouver |

| 9 mars 2019 | Espagne | 10 - 26 | France | BC Place Stadium, Vancouver |
| 9 mars 2019 |         |         |        | BC Place Stadium, Vancouver |
| 9 mars 2019 |         |         |        | BC Place Stadium, Vancouver |

| 9 mars 2019 | Nouvelle-Zélande | 36 - 12 | Australie | BC Place Stadium, Vancouver |
| 9 mars 2019 |                  |         |           | BC Place Stadium, Vancouver |
| 9 mars 2019 |                  |         |           | BC Place Stadium, Vancouver |

### Poule D
| Rang | Pays       | J | V | N | D | Pm | Pe | Diff | Pts |
| ---- | ---------- | - | - | - | - | -- | -- | ---- | --- |
| 1    | Angleterre | 3 | 3 | 0 | 0 | 73 | 28 | +45  | 9   |
| 2    | Argentine  | 3 | 2 | 0 | 1 | 69 | 54 | +15  | 7   |
| 3    | Écosse     | 3 | 1 | 0 | 2 | 50 | 59 | -9   | 5   |
| 4    | Japon      | 3 | 0 | 0 | 3 | 21 | 72 | -51  | 3   |

| 9 mars 2019 | Angleterre | 21 - 7 | Écosse | BC Place Stadium, Vancouver |
| 9 mars 2019 |            |        |        | BC Place Stadium, Vancouver |
| 9 mars 2019 |            |        |        | BC Place Stadium, Vancouver |

| 9 mars 2019 | Argentine | 24 - 7 | Japon | BC Place Stadium, Vancouver |
| 9 mars 2019 |           |        |       | BC Place Stadium, Vancouver |
| 9 mars 2019 |           |        |       | BC Place Stadium, Vancouver |

| 9 mars 2019 | Angleterre | 19 - 7 | Japon | BC Place Stadium, Vancouver |
| 9 mars 2019 |            |        |       | BC Place Stadium, Vancouver |
| 9 mars 2019 |            |        |       | BC Place Stadium, Vancouver |

| 9 mars 2019 | Argentine | 31 - 14 | Écosse | BC Place Stadium, Vancouver |
| 9 mars 2019 |           |         |        | BC Place Stadium, Vancouver |
| 9 mars 2019 |           |         |        | BC Place Stadium, Vancouver |

| 9 mars 2019 | Écosse | 29 - 7 | Japon | BC Place Stadium, Vancouver |
| 9 mars 2019 |        |        |       | BC Place Stadium, Vancouver |
| 9 mars 2019 |        |        |       | BC Place Stadium, Vancouver |

| 9 mars 2019 | Argentine | 14 - 33 | Angleterre | BC Place Stadium, Vancouver |
| 9 mars 2019 |           |         |            | BC Place Stadium, Vancouver |
| 9 mars 2019 |           |         |            | BC Place Stadium, Vancouver |

## Phase finale
Résultats de la phase finale.

### Tournois principaux

#### Cup
|  | Quarts de finale               | Quarts de finale               |                                |                                | Demi-finales                   | Demi-finales                   |    |  | Finale                         | Finale                         |
|  | Quarts de finale               | Quarts de finale               |                                |                                | Demi-finales                   | Demi-finales                   |    |  | Finale                         | Finale                         |
|  |                                |                                |                                |                                |                                |                                |    |  |                                |                                |
|  | 10 mars 2019 - 11:08 UTC−08:00 | 10 mars 2019 - 11:08 UTC−08:00 |                                |                                | 10 mars 2019 - 15:08 UTC−08:00 | 10 mars 2019 - 15:08 UTC−08:00 |    |  | 10 mars 2019 - 18:19 UTC−08:00 | 10 mars 2019 - 18:19 UTC−08:00 |
|  | 10 mars 2019 - 11:08 UTC−08:00 | 10 mars 2019 - 11:08 UTC−08:00 |                                |                                | 10 mars 2019 - 15:08 UTC−08:00 | 10 mars 2019 - 15:08 UTC−08:00 |    |  | 10 mars 2019 - 18:19 UTC−08:00 | 10 mars 2019 - 18:19 UTC−08:00 |
|  | Afrique du Sud                 | 33                             |                                |                                | 10 mars 2019 - 15:08 UTC−08:00 | 10 mars 2019 - 15:08 UTC−08:00 |    |  | 10 mars 2019 - 18:19 UTC−08:00 | 10 mars 2019 - 18:19 UTC−08:00 |
|  | Afrique du Sud                 | 33                             |                                |                                | 10 mars 2019 - 15:08 UTC−08:00 | 10 mars 2019 - 15:08 UTC−08:00 |    |  | 10 mars 2019 - 18:19 UTC−08:00 | 10 mars 2019 - 18:19 UTC−08:00 |
|  | Argentine                      | 12                             |                                |                                | 10 mars 2019 - 15:08 UTC−08:00 | 10 mars 2019 - 15:08 UTC−08:00 |    |  | 10 mars 2019 - 18:19 UTC−08:00 | 10 mars 2019 - 18:19 UTC−08:00 |
|  | Argentine                      | 12                             | Afrique du Sud                 | 31                             |                                |                                |    |  | 10 mars 2019 - 18:19 UTC−08:00 | 10 mars 2019 - 18:19 UTC−08:00 |
|  | 10 mars 2019 - 11:30 UTC−08:00 |                                | Afrique du Sud                 | 31                             |                                |                                |    |  | 10 mars 2019 - 18:19 UTC−08:00 | 10 mars 2019 - 18:19 UTC−08:00 |
|  |                                | Fidji                          | 12                             |                                |                                |                                |    |  | 10 mars 2019 - 18:19 UTC−08:00 | 10 mars 2019 - 18:19 UTC−08:00 |
|  | Nouvelle-Zélande               | Fidji                          | 12                             | 21                             |                                |                                |    |  | 10 mars 2019 - 18:19 UTC−08:00 | 10 mars 2019 - 18:19 UTC−08:00 |
|  | Nouvelle-Zélande               |                                |                                | 21                             |                                |                                |    |  | 10 mars 2019 - 18:19 UTC−08:00 | 10 mars 2019 - 18:19 UTC−08:00 |
|  | Fidji                          | 22                             |                                |                                |                                |                                |    |  | 10 mars 2019 - 18:19 UTC−08:00 | 10 mars 2019 - 18:19 UTC−08:00 |
|  | Fidji                          | 22                             | Afrique du Sud                 | 21                             |                                |                                |    |  |                                |                                |
|  | 10 mars 2019 - 11:52 UTC−08:00 |                                | Afrique du Sud                 | 21                             |                                |                                |    |  |                                |                                |
|  |                                | France                         | 12                             |                                |                                |                                |    |  |                                |                                |
|  | Angleterre                     | France                         | 12                             | 19                             |                                |                                |    |  |                                |                                |
|  | Angleterre                     | 10 mars 2019 - 15:30 UTC−08:00 |                                | 19                             |                                |                                |    |  |                                |                                |
|  | États-Unis                     | 21                             |                                |                                |                                |                                |    |  |                                |                                |
|  | États-Unis                     | 21                             | États-Unis                     | 5                              |                                |                                |    |  |                                |                                |
|  | 10 mars 2019 - 12:14 UTC−08:00 | 10 mars 2019 - 12:14 UTC−08:00 | États-Unis                     | 5                              | Match pour la 3e place         | Match pour la 3e place         |    |  |                                |                                |
|  | 10 mars 2019 - 12:14 UTC−08:00 | 10 mars 2019 - 12:14 UTC−08:00 |                                | France                         | Match pour la 3e place         | Match pour la 3e place         | 33 |  |                                |                                |
|  | Samoa                          | 12                             | 10 mars 2019 - 17:52 UTC−08:00 | 10 mars 2019 - 17:52 UTC−08:00 |                                |                                | 33 |  |                                |                                |
|  | Samoa                          | 12                             | 10 mars 2019 - 17:52 UTC−08:00 | 10 mars 2019 - 17:52 UTC−08:00 |                                |                                |    |  |                                |                                |
|  | France                         | 35                             |                                | Fidji                          | 24                             |                                |    |  |                                |                                |
|  | France                         | 35                             |                                | Fidji                          | 24                             |                                |    |  |                                |                                |
|  |                                |                                |                                |                                |                                |                                |    |  | États-Unis                     | 14                             |
|  |                                |                                |                                |                                |                                |                                |    |  | États-Unis                     | 14                             |

Finale (Cup)
| 10 mars 2019 18:19 UTC−08:00 | Afrique du Sud                                                                            | 21 - 12 (14-5) | France                                                                  | BC Place, Vancouver Arbitre : Craig Evans |
| 10 mars 2019 18:19 UTC−08:00 | Essai(s) : Visser (6e), Davids (7+3e), Kok (8e) Transformation(s) : Davids (7e, 7+4e, 9e) |                | Essai(s) : Lakafia (3e), Parez (10e) Transformation(s) : Barraque (10e) | BC Place, Vancouver Arbitre : Craig Evans |
| 10 mars 2019 18:19 UTC−08:00 |                                                                                           |                |                                                                         | BC Place, Vancouver Arbitre : Craig Evans |

#### Challenge Trophy
|  | Quarts de finale               | Quarts de finale               |                |    | Demi-finales                   | Demi-finales                   |  |  | Finale                         | Finale                         |
|  | Quarts de finale               | Quarts de finale               |                |    | Demi-finales                   | Demi-finales                   |  |  | Finale                         | Finale                         |
|  |                                |                                |                |    |                                |                                |  |  |                                |                                |
|  | 10 mars 2019 - 9:30 UTC−08:00  | 10 mars 2019 - 9:30 UTC−08:00  |                |    | 10 mars 2019 - 13:30 UTC−08:00 | 10 mars 2019 - 13:30 UTC−08:00 |  |  | 10 mars 2019 - 16:37 UTC−08:00 | 10 mars 2019 - 16:37 UTC−08:00 |
|  | 10 mars 2019 - 9:30 UTC−08:00  | 10 mars 2019 - 9:30 UTC−08:00  |                |    | 10 mars 2019 - 13:30 UTC−08:00 | 10 mars 2019 - 13:30 UTC−08:00 |  |  | 10 mars 2019 - 16:37 UTC−08:00 | 10 mars 2019 - 16:37 UTC−08:00 |
|  | Pays de Galles                 | 35                             |                |    | 10 mars 2019 - 13:30 UTC−08:00 | 10 mars 2019 - 13:30 UTC−08:00 |  |  | 10 mars 2019 - 16:37 UTC−08:00 | 10 mars 2019 - 16:37 UTC−08:00 |
|  | Pays de Galles                 | 35                             |                |    | 10 mars 2019 - 13:30 UTC−08:00 | 10 mars 2019 - 13:30 UTC−08:00 |  |  | 10 mars 2019 - 16:37 UTC−08:00 | 10 mars 2019 - 16:37 UTC−08:00 |
|  | Japon                          | 0                              |                |    | 10 mars 2019 - 13:30 UTC−08:00 | 10 mars 2019 - 13:30 UTC−08:00 |  |  | 10 mars 2019 - 16:37 UTC−08:00 | 10 mars 2019 - 16:37 UTC−08:00 |
|  | Japon                          | 0                              | Pays de Galles | 22 |                                |                                |  |  | 10 mars 2019 - 16:37 UTC−08:00 | 10 mars 2019 - 16:37 UTC−08:00 |
|  | 10 mars 2019 - 9:52 UTC−08:00  |                                | Pays de Galles | 22 |                                |                                |  |  | 10 mars 2019 - 16:37 UTC−08:00 | 10 mars 2019 - 16:37 UTC−08:00 |
|  |                                | Australie                      | 33             |    |                                |                                |  |  | 10 mars 2019 - 16:37 UTC−08:00 | 10 mars 2019 - 16:37 UTC−08:00 |
|  | Australie                      | Australie                      | 33             | 47 |                                |                                |  |  | 10 mars 2019 - 16:37 UTC−08:00 | 10 mars 2019 - 16:37 UTC−08:00 |
|  | Australie                      |                                |                | 47 |                                |                                |  |  | 10 mars 2019 - 16:37 UTC−08:00 | 10 mars 2019 - 16:37 UTC−08:00 |
|  | Kenya                          | 7                              |                |    |                                |                                |  |  | 10 mars 2019 - 16:37 UTC−08:00 | 10 mars 2019 - 16:37 UTC−08:00 |
|  | Kenya                          | 7                              | Australie      | 35 |                                |                                |  |  |                                |                                |
|  | 10 mars 2019 - 10:14 UTC−08:00 |                                | Australie      | 35 |                                |                                |  |  |                                |                                |
|  |                                | Canada                         | 21             |    |                                |                                |  |  |                                |                                |
|  | Écosse                         | Canada                         | 21             | 25 |                                |                                |  |  |                                |                                |
|  | Écosse                         | 10 mars 2019 - 13:52 UTC−08:00 |                | 25 |                                |                                |  |  |                                |                                |
|  | Chili                          | 5                              |                |    |                                |                                |  |  |                                |                                |
|  | Chili                          | 5                              | Écosse         | 14 |                                |                                |  |  |                                |                                |
|  | 10 mars 2019 - 10:36 UTC−08:00 |                                | Écosse         | 14 |                                |                                |  |  |                                |                                |
|  |                                | Canada                         | 19             |    |                                |                                |  |  |                                |                                |
|  | Canada                         | Canada                         | 19             | 33 |                                |                                |  |  |                                |                                |
|  | Canada                         |                                |                | 33 |                                |                                |  |  |                                |                                |
|  | Espagne                        | 7                              |                |    |                                |                                |  |  |                                |                                |
|  | Espagne                        | 7                              |                |    |                                |                                |  |  |                                |                                |

### Matchs de classement

#### Challenge5eplace
|  | Demi-finales                   | Demi-finales                   |                  |    | Finale                         | Finale                         |
|  | Demi-finales                   | Demi-finales                   |                  |    | Finale                         | Finale                         |
|  |                                |                                |                  |    |                                |                                |
|  | 10 mars 2019 - 14:24 UTC−08:00 | 10 mars 2019 - 14:24 UTC−08:00 |                  |    | 10 mars 2019 - 17:07 UTC−08:00 | 10 mars 2019 - 17:07 UTC−08:00 |
|  | 10 mars 2019 - 14:24 UTC−08:00 | 10 mars 2019 - 14:24 UTC−08:00 |                  |    | 10 mars 2019 - 17:07 UTC−08:00 | 10 mars 2019 - 17:07 UTC−08:00 |
|  | Argentine                      | 21                             |                  |    | 10 mars 2019 - 17:07 UTC−08:00 | 10 mars 2019 - 17:07 UTC−08:00 |
|  | Argentine                      | 21                             |                  |    | 10 mars 2019 - 17:07 UTC−08:00 | 10 mars 2019 - 17:07 UTC−08:00 |
|  | Nouvelle-Zélande               | 26                             |                  |    | 10 mars 2019 - 17:07 UTC−08:00 | 10 mars 2019 - 17:07 UTC−08:00 |
|  | Nouvelle-Zélande               | 26                             | Nouvelle-Zélande | 26 |                                |                                |
|  | 10 mars 2019 - 14:46 UTC−08:00 |                                | Nouvelle-Zélande | 26 |                                |                                |
|  |                                | Angleterre                     | 19               |    |                                |                                |
|  | Angleterre                     | Angleterre                     | 19               | 33 |                                |                                |
|  | Angleterre                     |                                |                  | 33 |                                |                                |
|  | Samoa                          | 14                             |                  |    |                                |                                |
|  | Samoa                          | 14                             |                  |    |                                |                                |

#### Challenge13eplace
|  | Demi-finales                   | Demi-finales                   |       |    | Finale                         | Finale                         |
|  | Demi-finales                   | Demi-finales                   |       |    | Finale                         | Finale                         |
|  |                                |                                |       |    |                                |                                |
|  | 10 mars 2019 - 12:46 UTC−08:00 | 10 mars 2019 - 12:46 UTC−08:00 |       |    | 10 mars 2019 - 16:12 UTC−08:00 | 10 mars 2019 - 16:12 UTC−08:00 |
|  | 10 mars 2019 - 12:46 UTC−08:00 | 10 mars 2019 - 12:46 UTC−08:00 |       |    | 10 mars 2019 - 16:12 UTC−08:00 | 10 mars 2019 - 16:12 UTC−08:00 |
|  | Japon                          | 22                             |       |    | 10 mars 2019 - 16:12 UTC−08:00 | 10 mars 2019 - 16:12 UTC−08:00 |
|  | Japon                          | 22                             |       |    | 10 mars 2019 - 16:12 UTC−08:00 | 10 mars 2019 - 16:12 UTC−08:00 |
|  | Kenya                          | 14                             |       |    | 10 mars 2019 - 16:12 UTC−08:00 | 10 mars 2019 - 16:12 UTC−08:00 |
|  | Kenya                          | 14                             | Japon | 10 |                                |                                |
|  | 10 mars 2019 - 13:08 UTC−08:00 |                                | Japon | 10 |                                |                                |
|  |                                | Espagne                        | 15    |    |                                |                                |
|  | Chili                          | Espagne                        | 15    | 12 |                                |                                |
|  | Chili                          |                                |       | 12 |                                |                                |
|  | Espagne                        | 28                             |       |    |                                |                                |
|  | Espagne                        | 28                             |       |    |                                |                                |

## Bilan
Statistiques sportives
- Meilleur marqueur d'essais du tournoi :  Simon Kennewell (en) (8 essais)
- Meilleur marqueur du tournoi :  Selvyn Davids (59 points)
- Impact Player[7] :  Connor Braid (49 points)
- Joueur de la finale[8] :  Selvyn Davids
- Équipe type[9] :

| Avants                                              | Trois-quarts                                                  |
| --------------------------------------------------- | ------------------------------------------------------------- |
| JC Pretorius (en) Stephen Tomasin (en) Tofatu Solia | Selvyn Davids Stephen Parez Jean-Pascal Barraque Connor Braid |